# Sieben Leben
Sieben Leben (Originaltitel Seven Pounds) ist ein US-amerikanisches Filmdrama aus dem Jahr 2008, bei dem Gabriele Muccino Regie führte und Will Smith die Hauptrolle übernahm. Der Film lief in den Vereinigten Staaten am 19. Dezember 2008 an, in Deutschland am 8. Januar 2009.

## Handlung
Die Handlung ist im Folgenden chronologisch dargestellt und stellt nicht die Erzählreihenfolge dar. Im Film werden die eigentliche Absicht und Identität von Tim erst am Schluss gezeigt.
Tim Thomas, der sich bis zum Schluss als sein Bruder Ben ausgibt, ist Raumfahrt-Ingenieur mit einem Abschluss am MIT und lebt mit seiner Freundin in einem Strandhaus. Nachdem er ihr einen Heiratsantrag gemacht hat, verursacht er aus Unachtsamkeit einen schweren Autounfall, bei dem seine Freundin und sechs weitere Menschen ums Leben kommen. Tim plagt, dass er für den Unfall und den Tod der insgesamt sieben Menschen verantwortlich ist. Als sein jüngerer Bruder Ben einige Zeit später eine Lungenkrebs-Diagnose erhält, spendet Tim ihm einen Lungenflügel.
Das führt zu einer sich verändernden inneren Einstellung bei Tim und er ersinnt einen Plan, der seinem Leben wieder einen Sinn geben soll. Er beschließt, Menschen zu helfen, um seinen schweren, schicksalhaften Fehler wiedergutzumachen. Mit dem Dienstausweis seines Bruders, eines Beamten der Bundessteuerbehörde IRS, gibt er sich als Steuerbeamter aus, um Zugang zu Menschen zu erhalten, die es seiner Ansicht nach wert sind, dass ihnen geholfen wird. Tim sucht dabei nach Menschen, denen er einen Teil von sich geben kann und die ihrerseits anderen helfen möchten. Tim selbst stellt jedoch jeweils die Bedingung, dass diese Menschen später keinen weiteren Kontakt zu ihm herstellen.
So hilft er etwa Holly Apelgren, einer Mitarbeiterin des Jugendamtes, indem er ihr die rechte Hälfte seiner Leber spendet. Ein weiterer Mensch ist der blinde Ezra Turner, der als Telefonist bei einem Fleisch-Großhändler arbeitet. Den ersten Kontakt zu ihm nimmt Tim auf sehr rabiate Art auf. Er ruft Ezra bei der Arbeit an und fängt im weiteren Verlauf des Gespräches an, ihn zu beleidigen. Dies stellt sich im Laufe der Handlung als ein Test heraus. Doch Ezra reagiert weiterhin freundlich und beendet schließlich auf professionelle Weise das Gespräch. Den Leiter eines Altenpflegeheims, der Bewohner des Heims quält und demütigt, lehnt Tim aber als ungeeignet ab, mit den Worten, er bekomme von ihm gar nichts, was sich später als mehrdeutig herausstellt.
Auf seiner Suche trifft Tim auch auf Emily Posa, die ein neues Herz braucht. Er stellt sich ihr ebenfalls als Steuerbeamter vor und gewährt ihr einen Zahlungsaufschub für ihre Steuerschulden. Er gibt ihr auch seine Visitenkarte, damit sie sich bei ihm melden könne, falls sie Probleme haben sollte. Nach dem Besuch bei ihr mietet er sich ein Zimmer in einem nahe gelegenen Motel. Auch eine Würfelqualle – eine Spezies, von der er seit seiner Jugend fasziniert ist – nimmt er mit in das Motelzimmer.
Nach seinem Besuch bei Emily geht Tim zu Holly beim Jugendamt und bittet diese um Hilfe: Er sucht einen Menschen, der Hilfe dringend benötigt, aber zu stolz ist, diese anzunehmen. Holly gibt ihm daraufhin die Adresse von Connie, der Mutter von zwei Kindern, die von ihrem Freund misshandelt wird. Sie hat aber Angst, diesen zu verlassen, da sie befürchtet, dass er sie überall finden würde. Tim bietet ihr seine Hilfe an, Connie reagiert jedoch sehr ängstlich und abweisend und bittet ihn zu gehen. Tim gibt ihr ebenfalls seine Visitenkarte, damit sie sich bei Bedarf bei ihm melde.
Dem Eishockeytrainer George Ristuccia spendet Tim im Krankenhaus seine linke Niere. In einer belebten Einkaufspassage beobachtet er Ezra, wie dieser dort Klavier spielt. Er beobachtet ihn später auch in einem Café, wo dieser der Bedienung anbietet, deren Kind kostenlos Klavierstunden zu geben. Emily bricht währenddessen vor ihrem Haus zusammen und wird ins Krankenhaus eingeliefert. Sie ruft Tim an, möchte einfach nur mit ihm sprechen und bittet ihn, ihr eine Geschichte zu erzählen. Tim erzählt ein Erlebnis aus seiner Kindheit und begibt sich noch während des Telefongespräches ins Krankenhaus. Als er dort ankommt, schläft Emily bereits. Er setzt sich zu ihr ans Bett, schläft dabei selbst ein und ist so auch am nächsten Morgen noch anwesend. In seiner Gegenwart teilt eine Ärztin Emily mit, dass sie auf der Spenderliste für ein Herz jetzt die höchste Dringlichkeitsstufe besitze.
Als Tim ins Motel zurückkommt, ruft Connie ihn von einer Wäscherei aus an. Sie bittet ihn nun doch um Hilfe, um mit ihren Kindern vor ihrem Partner fliehen zu können. Tim trifft sich mit ihr und den Kindern und übergibt ihr einen Umschlag und eine Wegbeschreibung zu seinem eigenen Strandhaus. Als Connie mit ihren Kindern dort ankommt und den Umschlag öffnet, findet sie darin einen warmherzigen Brief, in dem Tim ihr und ihren Kindern das Haus vermacht.
Am nächsten Morgen wird Emily von Tim zurück nach Hause gebracht. Sie stellt ihm einige persönliche Fragen, auf die er sehr abweisend reagiert. Er will nicht über seine eigene Vergangenheit reden. Sie versteht dies nicht und geht enttäuscht ins Haus. Einige Zeit später hat sie Besuch von einer Krankenschwester und sieht durch das Fenster Tim in ihrem Garten Unkraut jäten. Sie geht zu ihm nach draußen und zeigt ihm in ihrem Gartenhaus ihre zwei Druckpressen, mit denen sie früher Einladungen für Hochzeiten erstellt hat. Das jüngere Modell der beiden Pressen (Heidelberger Druckmaschine) funktioniert inzwischen nicht mehr, aber sie findet niemanden, der es reparieren kann. In der Nacht schleicht sich Tim daraufhin zurück in den Schuppen und repariert die Presse.
Im Krankenhaus, in dem auch Emily lag, spendet Tim einem Jungen Knochenmark. Er hat in den nächsten Tagen selbst starke Schmerzen und reagiert nicht auf Anrufe. Als er nach einiger Zeit doch ans Telefon geht, lädt Emily ihn zum Essen ein. Nach dem Essen zeigt ihr Tim die reparierte Presse und läuft zurück zu seinem Auto, um dort ein weiteres Geschenk für sie zu holen. Dort erwartet ihn sein Bruder Ben, der von ihm den IRS-Ausweis zurückverlangt. Ben verlangt von seinem Bruder außerdem Antworten auf Fragen, denen dieser schon lange ausweicht. Er verlangt Tims Autoschlüssel, damit er nicht wegfahren kann, lässt ihn aber zurück ins Haus zu Emily gehen und will solange draußen auf ihn warten. Tim will sich von Emily verabschieden, doch ihre Gefühle füreinander sind zu stark, und sie schlafen miteinander. Später gestehen sie sich ihre Liebe und sprechen über eine gemeinsame Zukunft für den Fall, dass Emily wieder gesund werden sollte.
| Person           | Geschenk                             |
| ---------------- | ------------------------------------ |
| Ben Thomas       | linker Lungenflügel                  |
| Holly Apelgren   | rechte Hälfte seiner Leber           |
| George Ristuccia | linke Niere                          |
| Nicholas Adams   | Knochenmark                          |
| Connie Tepos     | Freiheit, Haus, vielleicht das Leben |
| Emily Posa       | Herz                                 |
| Ezra Turner      | Hornhäute der Augen                  |

Als Emily eingeschlafen ist, rennt Tim, unbemerkt von seinem Bruder Ben, ins Krankenhaus, um dort mit Emilys Ärztin zu sprechen. Er erfährt, dass Emilys Chance, ein Spenderherz zu erhalten und somit wieder gesund zu werden, aufgrund ihrer seltenen Blutgruppe äußerst gering ist. Er geht daraufhin zurück in sein Motel, füllt dort seine Badewanne mit Eiswasser und ruft den Notdienst. Mit dieser Szene beginnt der Film. Chronologisch anschließend, aber erst am Ende des Films gezeigt, begeht Tim anschließend Suizid, indem er sich zusammen mit seiner Würfelqualle ins Wasser legt, von deren Gift er sich lähmen lässt. Später wird er von einem Krankenwagen in die Notaufnahme gebracht, wo die Ärzte ihn retten wollen. Tim hat jedoch zu Lebzeiten festgelegt, in einem solchen Fall keinerlei Hilfe erhalten und seine Organe bestimmten Bedürftigen spenden zu wollen. Sein Freund Dan sorgt unter anderem dafür, dass auf diese Weise nach seinem Tod Emily sein gesundes Herz und Ezra die Hornhäute seiner Augen erhält.
Am Ende des Filmes wird Emily von Ben besucht. Er erklärt ihr Tims Handeln. Sie erfährt von Tims Beweggründen, von den anderen Menschen, und trifft auf einer Schulveranstaltung auf Ezra, der mittlerweile ebenfalls von ihr erfahren hat.

## Produktion
Sieben Leben basiert auf einem Skript, das Grant Nieporte bei Columbia Pictures schrieb. Im Juni 2006 kam der Schauspieler Will Smith zu Columbia, um in einem Film die Hauptrolle und auch einen Teil der Produktion zu übernehmen. Im September 2007 wurde Gabriele Muccino als Regisseur verpflichtet; dieser brachte das Kreativ-Team des 2006 erschienenen Filmes Das Streben nach Glück, bei dem Smith die Hauptrolle spielte, mit. Rosario Dawson und Woody Harrelson unterschrieben im Dezember 2007, um Rollen in Sieben Leben zu übernehmen. Die Dreharbeiten begannen im Februar 2008.

## Synchronisation
| Rolle                   | Schauspieler     | Synchronsprecher         |
| ----------------------- | ---------------- | ------------------------ |
| Tim Thomas/„Ben Thomas“ | Will Smith       | Jan Odle                 |
| Emily Posa              | Rosario Dawson   | Claudia Urbschat-Mingues |
| Ezra Turner             | Woody Harrelson  | Thomas Nero Wolff        |
| Ben Thomas              | Michael Ealy     | Marcel Collé             |
| Dan                     | Barry Pepper     | Gerrit Schmidt-Foß       |
| George Ristuccia        | Bill Smitrovich  | Frank-Otto Schenk        |
| Connie Tepos            | Elpidia Carrillo | Iris Artajo              |
| Dr. Briar               | Gina Hecht       | Ulrike Stürzbecher       |
| Sarah Jenson            | Robinne Lee      | Sabine Arnhold           |
| Larry                   | Joseph A. Nuñez  | Nico Mamone              |
| Holly Apelgren          | Judyann Elder    | Marianne Groß            |
| Kate                    | Octavia Spencer  | Martina Treger           |

## Titel
Der Originaltitel Seven Pounds ist eine Anspielung auf William Shakespeares Der Kaufmann von Venedig: In dieser Komödie willigt Antonio ein, zur Tilgung seiner Schulden bei Shylock mit einem Pfund Fleisch, zunächst dem Herzen geschnitten, einzustehen; in Sieben Leben begleicht Tim Thomas seine siebenfache Schuld mit seinen Organen, zuletzt mit seinem Herzen und in einem Fall durch die Überschreibung seines Hauses.

## Kritiken
„Mischung aus Sozialdrama, Thriller und Romanze mit Anleihen bei diversen Vorbildern, die sich durch eine verschachtelte Erzählweise ambitioniert gibt, aber nur Sentiment provoziert und letztlich lediglich als Star-Vehikel für den Hauptdarsteller dient.“

„Will Smith macht ernst! Dank des stark aufspielenden Hauptdarstellers wirkt das leicht überkonstruierte Rührstück nach Verlassen des Kinos noch lange nach.“